# أيرلندا الجديدة
أيرلندا الجديدة أو إرلندة الجديدة هي جزيرة، في بابوا غينيا الجديدة، تقع في محافظة نيو إريلاند، بلغ عدد سكانها 100,000 نسمة، عاصمتها كافينغ ‏، تبلغ مساحتها 7,405 كيلومتر مربع.